# Oldřich Králík
Oldřich Králík (9. června 1907 Kroměříž – 20. srpna 1975 Olomouc) byl český literární historik, textolog, kritik, editor a pedagog. Patřil mezi nejvýznamnější české znalce Bezruče, Máchy a Březiny.

## Život

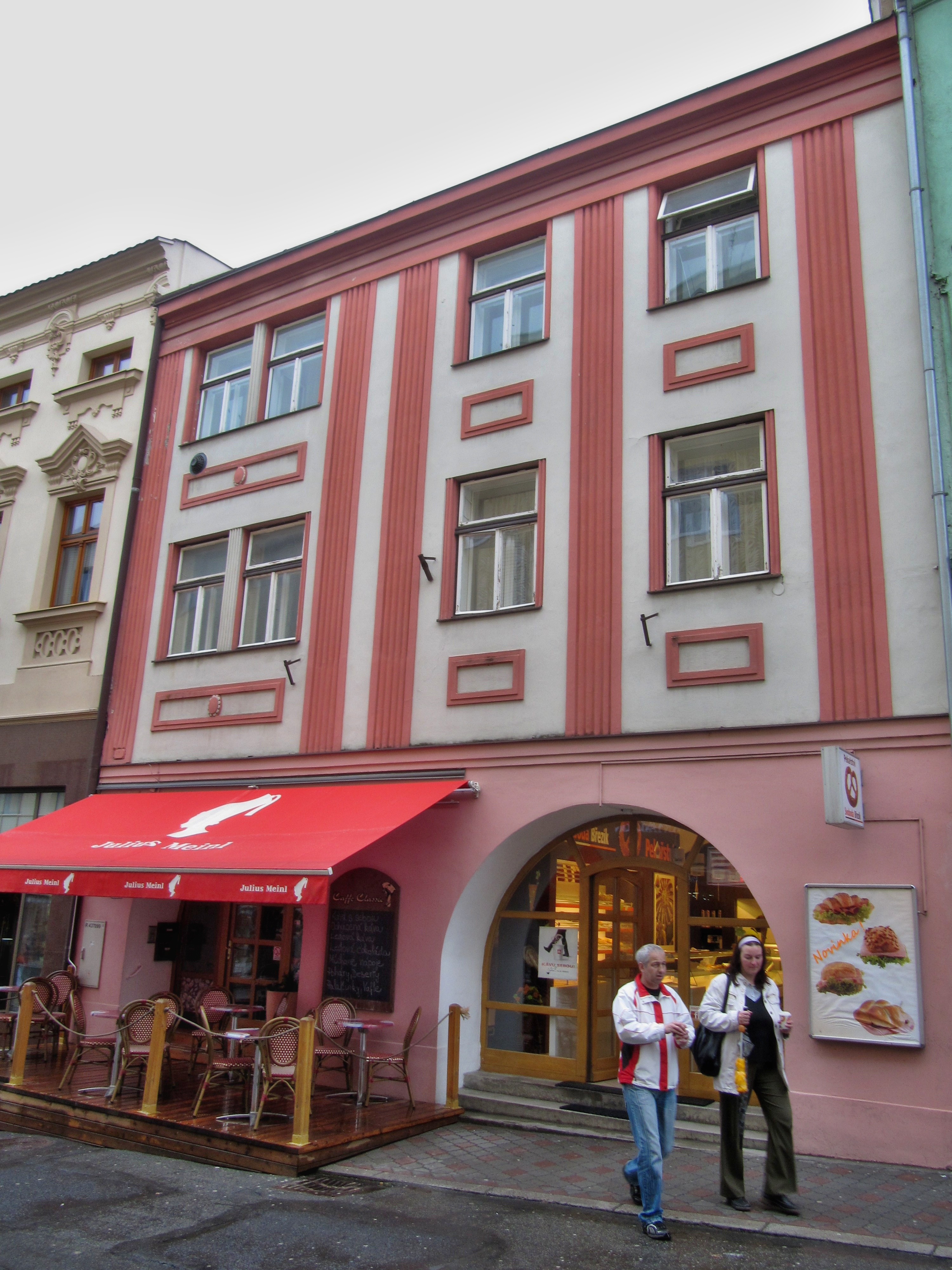
Rodný dům ve Vodní ulici v Kroměříži

Narodil se v Kroměříži v rodině obchodníka v měšťanském domě ve Vodní ulici č.p. 94 (nyní[kdy?] č.p. 92), který je chráněn jako nemovitá kulturní památka České republiky pod číslem 26932/7-6009.
Vystudoval klasické Arcibiskupské gymnázium, při studiích na gymnáziu projevoval zájem o literaturu a přispíval do školního časopisu. Poté absolvoval filozofickou fakultu Masarykovy univerzity v Brně, obor bohemistika a klasická filologie (PhDr., 1931). Významně ho ovlivnil jeho profesor Arne Novák. Dne 2. dubna 1934 byl v Praze-Bubenči sezdán s Boženou Maděrovou. V roce 1946 se habilitoval a byl jmenován docentem filozofické i pedagogické fakulty Palackého univerzity v Olomouci, kde pomáhal budovat obor bohemistiky. V roce 1958 dosáhl vědecké hodnosti doktora filologických věd (DrSc.) a v roce 1966 byl jmenován univerzitním profesorem. Podílel se na vzniku Památníku Petra Bezruče v Opavě.
V roce 1969 byl oceněn při příležitosti setkání ke 40 letům od smrti Otokara Březiny, kdy obdržel pamětní medaili ke 100. výročí narození Otokara Březiny.
Zemřel při každoroční soukromé pěší pouti z Olomouce na Svatý Kopeček 20. srpna 1975. 
V květnu 2008 mu byla udělena in memoriam Cena města Olomouce za rok 2007 v oblasti literatura.

## Dílo
Oldřich Králík přistupoval k literárně badatelské práci netradičně. Jeho práce vždy vynikají hlubokými znalostmi spisovatelova díla, které dokázal propojit s biografickým a literárním kontextem doby, ve které dílo vznikalo. Snaha poznat a pochopit tajemství tvůrčího procesu a výklad díla na základě osobnosti autora jej často dovedla k originálním závěrům. Ty často vzbuzovaly vášnivé polemiky ve vědeckých kruzích. Králík byl ovlivněn českou literární strukturalistickou školou a především Janem Mukařovským.
Ve čtyřicátých letech se intenzivně věnoval dílu Otokara Březiny (Otokar Březina. Logika jeho díla). Později vydal originální práce o díle Bezruče, Máchy, Čapka, Nerudy, Olbrachta, Dobrovského, Jungmanna, Palackého a dalších.
V roce 1947 vydal studii O charakter Bezručova díla, která ovlivnila veškeré pozdější bezručovské bádání.
Spolupracoval po jazykové stránce s prof. Colem i na překladu Nového zákona, od konce 50. let se zabýval též soustavným studiem nejstarších českých křesťanských legend a napsal o nich řadu prací.

### Vybrané studie
Výběr z díla.
- KRÁLÍK, Oldřich. O charakter Bezručova díla. Tato studie je otištěna na str. 29–144 sborníku: Pět studií o Petru Bezručovi. Uspořádali a úvod napsali Oldřich Králík a Karel Horálek. Vyd. 1. Olomouc: Universitní fond, 1947, 218 s.
- KRÁLÍK, Oldřich. Otokar Březina 1892-1907: logika jeho díla. Vyd. 1. Praha: Melantrich, 1948, 539 s.
- KRÁLÍK, Oldřich. Historie textu Máchova díla. 1. vyd. Praha: Nakladatelství Československé akademie věd, 1953, 115 s. (Edice: Sborník filologický I,3.)
- KRÁLÍK, Oldřich. Kapitoly o Slezských písních. Ostrava: Krajské nakladatelství v Ostravě, 1957, 121 s.
- KRÁLÍK, Oldřich. Pouť krkonošská. Máchovy texty a máchovské apokryfy. Vyd. 1. Olomouc: Palackého universita v Olomouci, 1957, 243 s. (Edice: Acta Universitatis Palackianae Olomucensis.)
- KRÁLÍK, Oldřich. K počátkům literatury v přemyslovských Čechách. Praha: Československá akademie věd, 1960, 103 s. (Edice: Rozpravy ČSAV. Řada společenských věd.)
- KRÁLÍK, Oldřich. Sázavské písemnictví 11. století. Praha: Nakladatelství Československé akademie věd, 1961, 93 s. (Edice: Rozpravy ČSAV. Řada společenských věd.)
- KRÁLÍK, Oldřich. Text Slezských písní. Ostrava: Krajské nakladatelství v Ostravě, 1963, 117 s.
- KRÁLÍK, Oldřich. Křižovatky Nerudovy poezie. Vyd. 1. Praha: Státní pedagogické nakladatelství, 1965, 140 s. (Edice: Acta Universitatis Palackianae Olomucensis – Facultas philosophica.)
- KRÁLÍK, Oldřich. Šest legend hledá autora. Praha: Mladá fronta, 1966, 352 s.
- KRÁLÍK, Oldřich. Slavníkovské interludium: k česko-polským kulturním vztahům kolem roku 1000. 1. vyd. Ostrava: Profil, 1966, 261 s.
- KRÁLÍK, Oldřich. Od Radima ke Kosmovi: k nejstarším dějinám české vzdělanosti. 1. vyd. Praha: Státní pedagogické nakladatelství, 1968, 131 s. (Edice: Acta Universitatis Palackianae Olomucensis. Facultas philosophica. Philologica.)
- KRÁLÍK, Oldřich. Demystifikovat Máchu: tři studie. 1. vyd. Ostrava: Profil, 1969, 237 s.
- KRÁLÍK, Oldřich. Historická skutečnost a postupná mytizace mongolského vpádu na Moravu roku 1241: příspěvek k ideologii předbřeznové Moravy. Olomouc: Socialistická akademie, 1969, 47 s. (Edice: Knihovnička Střední Moravy; sv. 2.) [Přetištěno na str. 158–202 antologie: KRÁLÍK, Oldřich. Osvobozená slova. Praha: Torst, 1995, 575 s. ISBN 80-85639-59-9.]
- KRÁLÍK, Oldřich. V příšeří české protohistorie: kus metodologie a polemiky. Vyd. 1. Praha: Státní pedagogické nakladatelství, 1969, 200 s. (Edice: Acta Universitatis Palackianae Olomucensis.)
- Nejstarší legendy přemyslovských Čech. [Uspořádal, předmluvu a poznámky napsal Oldřich Králík.] Praha: Vyšehrad, 1969, 224 s.: obr. příl.
- KRÁLÍK, Oldřich. Labyrint dávných dějin českých. 1. vyd. Praha: Vyšehrad, 1970, 155 s.
- KRÁLÍK, Oldřich. Filiace vojtěšských legend. 1. vyd. Praha: Academia, 1971, 233 s.
- KRÁLÍK, Oldřich. Nejstarší rodokmen české literatury. Vyd. 1. Praha: Československý spisovatel, 1971, 115 s.
- KRÁLÍK, Oldřich. Archetyp zádonštiny. 1. vyd. Olomouc: Filosofická fakulta University Palackého, 1972, 174 s. (Edice: Spisy Filosofické fakulty Univerzity Palackého. Rossica Olomucensia.)
- KRÁLÍK, Oldřich. První řada v díle Karla Čapka. 1. vyd. Ostrava: Profil, 1972, 209 s.
- KRÁLÍK, Oldřich. Kosmova kronika a předchozí tradice. Praha: Vyšehrad, 1976, 269 s.
- FICEK, Viktor a KRÁLÍK, Oldřich. Kapitoly o Petru Bezručovi. Ostrava: Profil, 1978, 272 s.
- KRÁLÍK, Oldřich. Osvobozená slova. [Výbor prací, uspořádal Jiří Opelík.] Praha: Torst, 1995, 575 s. ISBN 80-85639-59-9.
- KRÁLÍK, Oldřich. Platnosti slova: (studie a kritiky). Vyd. 1. Olomouc: Periplum, 2001, 489 s. ISBN 80-902836-5-9.